# تصادف اتوبوس در شهر سیر
تصادف اتوبوس سیر در ۱۳ مارس ۲۰۱۲ نزدیک سیر (سوئیس) رخ داد که در آن یک اتوبوس حامل معلمان و دانش‌آموزان به دیوار یک تونل برخورد‌کرد. از ۵۲ سرنشین اتوبوس، ۲۸ نفر از جمله رانندگان اتوبوس، هر چهار معلم و ۲۲ نفر از ۴۶ دانش‌آموز کشته شدند. ۲۴ دانش‌آموز دیگر که همگی بین ۱۰ تا ۱۲ سال داشتند، مجروح‌شدند و برخی از آنها به دلیل جراحات شدید مغزی و همچنین جراحت در قفسه سینه بستری‌شدند.
بیشتر سرنشینان اتوبوس، معلمان و دانش‌آموزان بلژیکی بودند که از تعطیلات ورزشی (اسکی‌سواری) در وال یادنیویرز به مدرسه خود در بلژیک بازمی‌گشتند. این حادثه، دومین سانحه رانندگی مرگبار در تاریخ سوئیس و همچنین مرگبارترین سانحه رانندگی در تونل‌های این کشوراست. دلیل تصادف همچنان در دست بررسی‌است. گزارش‌های اولیه حاکی از آن است که راننده تحت‌تأثیر مواد شیمیایی خاص نبوده و از سرعت مجاز (صد کیلومتر بر ساعت) نیز تخطی نکرده‌است.

## واکنش‌ها
دولت بلژیک روز ۱۶ مارس ۲۰۱۲ را به یاد ۲۸ نفری که در این حادثه کشته‌شدند، روز عزای عمومی اعلام کرد، پرچم‌ها به حالت نیمه‌افراشته درآمد و در نقاط مختلف، افراد یک دقیقه سکوت کردند. همچنین مراسم یادبودی در شهر لومل بلژیک که مدرسه قربانیان در آن قرار داشت، برگزار شد و خانواده سلطنتی در آن شرکت کردند.